# Filippa Duci
Filippa Duci, dama de Couy (Italia, Moncalieri, 1520-Turena, Tours, 15 de octubre de 1586), fue una cortesana francesa.

## Biografía
Fue hija de Gian Antonio Duci, nació en Moncalieri, Italia. En 1537, durante las guerras italianas, el delfín Enrique (futuro rey Enrique II de Francia) tenía al hermano de Filippa a su servicio como escudero. Tras seducir al monarca, Filippa se convirtió en su amante, dando a luz en París en 1538 a la hija de ambos, Diana de Francia. Este hecho probó la fertilidad del rey, quien, casado con Catalina de Médici, todavía no había podido procrear un heredero debido a problemas urológicos. El bebé se llamaba Diana por el amor de Enrique, su amante Diana de Poitiers, quien crio a la niña junto con sus propios dos hijos.
Francisco I de Francia otorgó a Duci una pensión vitalicia de 400 libras anuales en 1541. Filippa contrajo matrimonio en 1546 con el caballero y consejero privado italiano Jean Bernardin de Saint-Severin. Tras la legitimación de Diana, Filippa empezó a ser conocida en Turena como dame de Bléré, convirtiéndose en dama de compañía de la reina viuda Catalina de Médici en 1582. 
Murió en las proximidades de Tours el 15 de octubre de 1586.